# 李夢祥 (萬曆進士)
李夢祥（？—？），號莪明，福建泉州府晋江县人，軍籍，明朝政治人物。

## 生平
隆慶二年进士李熙之侄。万历二十八年（1600年）庚子科福建乡试舉人，二十九年（1601年）辛丑科進士，礼部觀政，授江西丰城县知县，升户部主事，三十六年管象房草场，三十七年管太仓银库，三十九年升员外郎、郎中，四十年七月升九江府知府，四十一年拾遺，四十五年京察。

## 家族
曾祖李清。祖父李文燮。父李點，庠生。